# 영덕 갈암종택
영덕 갈암종택(盈德 葛菴宗宅)은 대한민국 경상북도 영덕군 창수면 인량리에 있는, 조선 후기 문신이며 성리학자인 갈암 이현일(1627∼1704) 선생의 종가이다. 1991년 5월 14일 경상북도 기념물 제84호로 지정되었다.

## 개요
조선 후기 문신이며 성리학자인 갈암 이현일(1627∼1704) 선생의 종가이다. 선생은 조선 숙종 때 이조판서를 지냈고 영남학파의 거두로 퇴계 이황의 학통을 이어 받아 ‘이기호발설’을 지지하였다. 서인의 탄핵을 받아 귀양을 가기도 하였다. 저서로 『갈암집』과 『홍범연의』가 있다.
가옥은 경북 북부지역의 전통적인 ㅁ자 형태이다. 선생은 원래 영덕군 창수면 인량리에서 출생하고 자랐으나 선생이 40세 되던 해에 영양군 입암면 병옥리로 옮겼다. 선생의 10대손이 청송군 진보면 광덕리로 옮기면서 1910년 종가를 세웠으나 임하댐 건설로 지금 있는 자리인 창수면 인량리로 옮겼다.
또한 이곳은 영남 북부지역의 총의병 대장이었던 선생의 11대손인 이수악이 항일 구국운동의 거점으로 활용하기도 했던 곳이다. 많은 문집과 서적을 소장하고 있으며 영남 유학을 대표하는 명성높은 가문 중 하나이다.

## 같이 보기
- 이현일

## 참고 자료
- 갈암종택 - 국가유산청 국가유산포털